# فرانك إيبرت
فرانك إيبرت (ولد في 18 مارس 1970 في هاله (سكسونيا-أنهالت) ناشط ألماني في مجال حقوق الإنسان. كان من معارضي نظام ألمانيا الشرقية (جمهورية ألمانيا الديمقراطية) وأحد مؤسسي أرشيف معارضة ألمانيا الشرقية. شغل منصب مفوض معالجة آثار ديكتاتورية الحزب الاشتراكي الموحد (SED) في ولاية برلين منذ 1 مارس 2023.

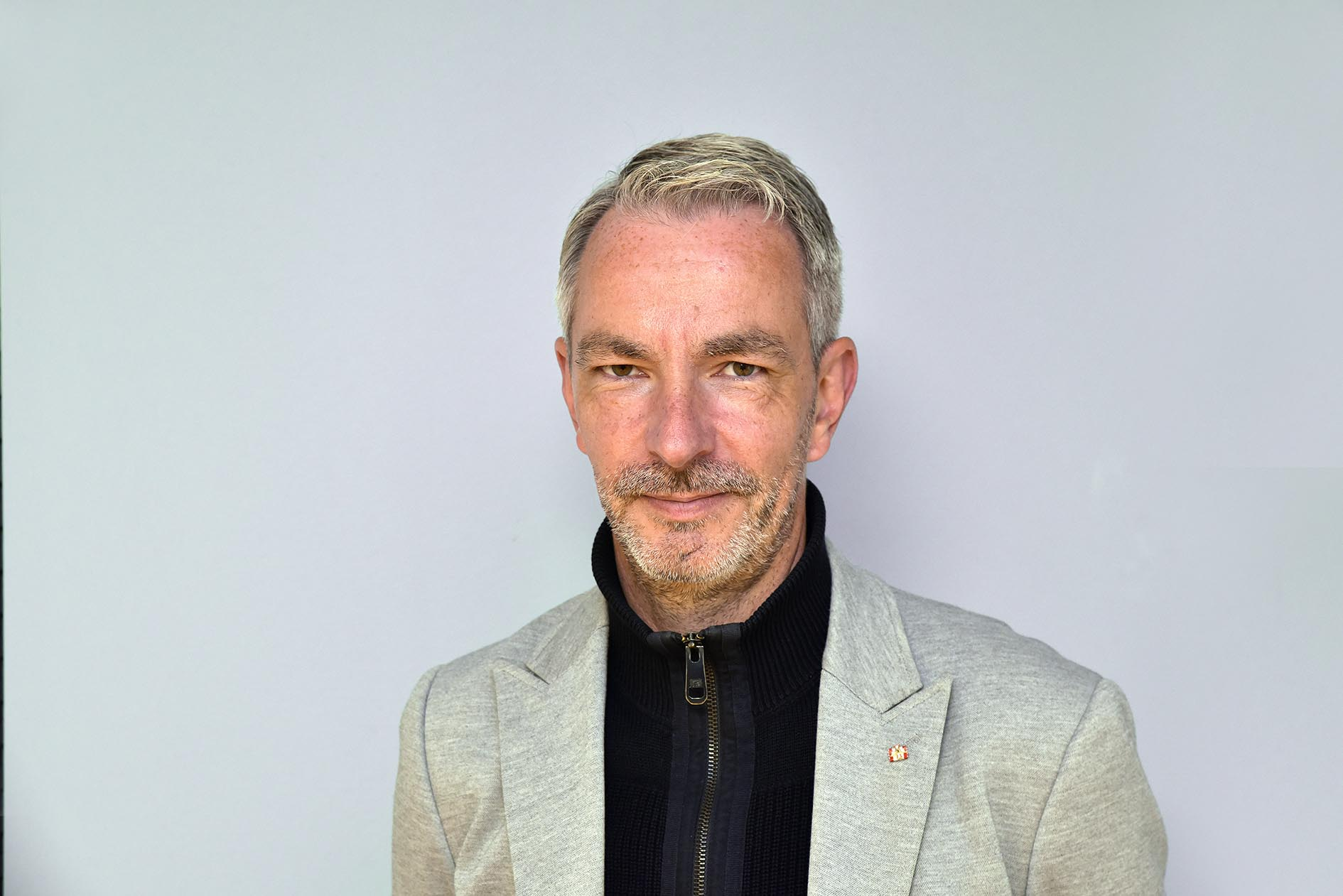
فرانك إيبرت عام 2023

## حياته
نشأ فرانك إيبرت في هاله وبرلين-مارتسان. بعد إنهاء دراسته المدرسية، بدأ تدريباً مهنياً في مجال فن صيانة آلات التشغيل في برلين. أقام من خلال شقيقته في فترة شبابه علاقات مع المعارضة في هاله ويينا. أثناء تدريبه المهني، انسحب في عام 1988 من اتحاد الشباب الأحرار (FDJ) وانضم إلى مكتبة البيئة في برلين، وشارك هناك في استنساخ المنشورات السرية غير القانونية مثل «آرشه نوفا». في مايو 1989، شارك فرانك إيبرت في الاحتجاجات ضد تزوير الانتخابات المحلية. كما شارك في التظاهرات المنددة بقمع احتجاجات الطلاب في الصين، وكان من منظمي الوقفة الاحتجاجية في كنيسة جيتسيماني. اعتُقل عدة مرات ومُنع من إتمام تدريبه المهني. في سبتمبر 1990، كان إيبرت من بين من شاركوا في احتلال مقر جهاز أمن الدولة (الشتازي) في برلين-ليشتنبيرغ.

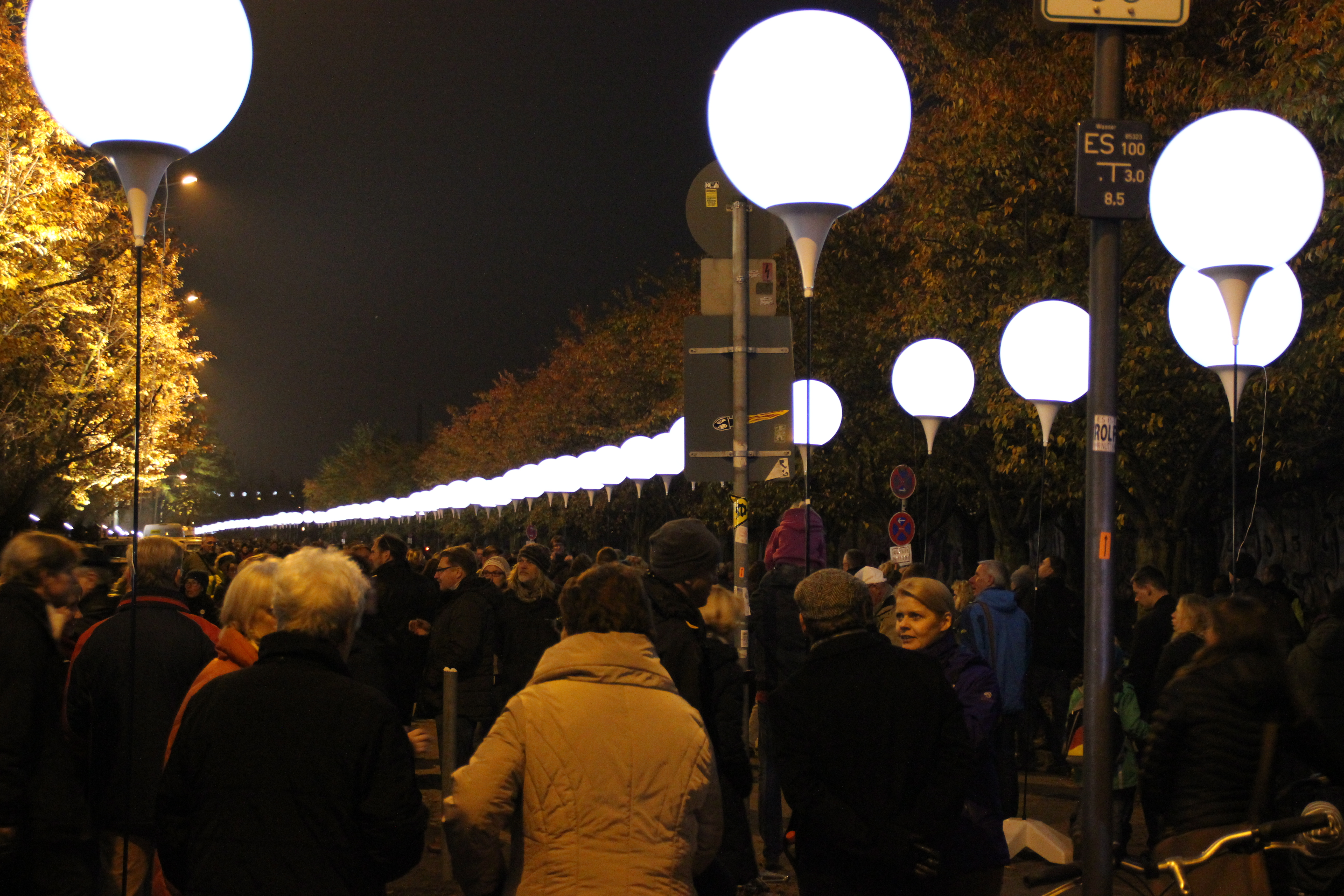
حدود الضوء في برلين 2014

تعود مبادرة تأسيس أرشيف ماتياس-دوماشْك لمعارضة ألمانيا الشرقية بشكل أساسي إلى إيبرت. وفي عام 1993 جرى دمجه في جمعية روبرت-هافمان، التي عمل فيها إيبرت حتى فبراير 2023. شارك في تنفيذ معرض الذكرى العشرين للثورة السلمية في ميدان ألكسندر في برلين، وفي مشروع «حدود الضوء» بمناسبة الذكرى الخامسة والعشرين لسقوط جدار برلين. كما نظم تركيب نصب تذكارية (ستيلات) في أماكن مهمة من الثورة السلمية في برلين. في عام 2015، حصل فرانك إيبرت على وسام الاستحقاق من ولاية برلين.
يعمل إيبرت الآن عضوًا في مجلس أمناء المؤسسة الاتحادية لمعالجة ديكتاتورية الحزب الاشتراكي الموحد (SED)، وعضو في مجلس إدارة جمعية دعم «حرم الديمقراطية»، وعضو في مجلس أمناء مؤسسة السجناء السياسيين السابقين، وعضو في الهيئة الاستشارية للأرشيف الفيدرالي الألماني. ومنذ 1 مارس 2023 يشغل إيبرت منصب مفوض معالجة ديكتاتورية الحزب الاشتراكي الموحد في ولاية برلين.